# The File on Thelma Jordon
The File on Thelma Jordon is een Amerikaanse film noir uit 1950 onder regie van Robert Siodmak. In Nederland werd de film destijds uitgebracht onder de titel Gevaarlijk spel.

## Verhaal
Op een avond verschijnt Thelma Jordon op kantoor bij Cleve Marshall, een getrouwde officier van justitie. In geen tijd heeft hij een affaire met haar. Marshall vermoedt dat Jordon een geheim verbergt. Wanneer haar rijke tante wordt neergeschoten, belt Jordan Marshall op in plaats van de politie. Hij helpt Jordon sporen uit te wissen die haar in verdenking zouden kunnen brengen. Als ze de hoofdverdachte in de moordzaak blijkt te zijn, dwarsboomt Marshall de rechtsgang. Wanneer Jordon wordt vrijgesproken, komen zaken uit haar verleden aan het licht.

## Rolverdeling
| Acteur            | Personage                 |
| ----------------- | ------------------------- |
| Barbara Stanwyck  | Thelma Jordon             |
| Wendell Corey     | Cleve Marshall            |
| Paul Kelly        | Miles Scott               |
| Joan Tetzel       | Pamela Blackwell Marshall |
| Stanley Ridges    | Kingsley Willis           |
| Richard Rober     | Tony Laredo               |
| Minor Watson      | Calvin H. Blackwell       |
| Barry Kelley      | Melvin Pierce             |
| Kasey Rogers      | Dolly                     |
| Basil Ruysdael    | Jonathan David Hancock    |
| Jane Novak        | Mevrouw Blackwell         |
| Gertrude Hoffman  | Vera Edwards              |
| Harry Antrim      | Sidney                    |
| Kate Drain Lawson | Clara                     |
| Theresa Harris    | Esther                    |